# 岡部久綱
岡部久綱（生年不詳－1547年）是日本戰國時代武將。駿河大名今川氏的家臣。別名信綱。官位是美濃守。出家後稱常慶。父親是岡部親綱。兒子有正綱、長秋、元信。
天文10年（1541年）6月，受到今川義元命令而與太原雪齋一同被派遣前往甲府進行武田信虎隱居事件的交渉。

## 登埸作品
電視劇
- 武田信玄 (大河劇)（1988年，NHK大河劇，演員：岩下浩）